# Parallel Worlds
Parallel Worlds: A Journey through Creation, Higher Dimensions, and the Future of the Cosmos är en populärvetenskaplig bok av Michio Kaku som utgavs 2004. I Parallel Worlds, presenterar Kaku många av de ledande teorierna inom fysiken; från Newtons rörelselagar till relativitetsteorin till kvantfysik till strängteorin och även i den senaste versionen av strängteorin, som kallas M-teorin. Han förklarar för läsaren  omfattande beskrivningar av många av de mer övertygande teorier inom fysik, inklusive många intressanta förutsägelser som varje teori gör, vad fysiker, astronomer, och kosmologer söker nu och vilken teknik de använder i sitt sökande.